# Palladium (альбом Грейсона Ченса)
Palladium — студийный музыкальный альбом американского автора, композитора и исполнителя Грейсона Ченса, вышедший 22 сентября 2022 года. Это третий полноценный (LP) студийный альбом в карьере музыканта, или шестой, если учитывать мини-альбомы.
В поддержку этого альбома Ченс отправился в гастрольный тур «Palladium Tour», который прошёл в Европе и Северой Америке летом-зимой 2022 года и в Китае летом 2023 года.
Заглавный сингл из альбома, песня «Palladium» вошла в саундтрек к фильму «Афина» (2022) французского режиссёра Ромена Гавраса. Премьера фильма состоялась на 79-м Венецианском кинофестивале.

## История
Получив известность после вирального видео в интернете, Ченс подписал контракт с лейблом Эллен Дедженерес, которая продюсировала его первые альбомы. Позже он работал с Тедди Гайгер и другими продюсерами. Несмотря на то, что при написании и записи альбомов «Portraits» (2019) и «Trophies» (2021) у Ченса было гораздо больше свободы действий, он всё рано зависел от мнения продюсеров и звукозаписывающих лейблов, которые хотели, чтобы его музыка была более коммерческой и нацеленной на получение прибыли. Такая ситуация артисту не нравилась, поэтому он решил полностью профинансировать выпуск данного альбома и сделать его таким, каким хотел бы его видеть сам. По этой же причине Ченс сам стал исполнительным продюсером данного альбома. Вторым исполнительным продюсером стал американский музыкант Джейсон Ривз. Альбом вышел на независимом лейбле «Lowly Palace».
Альбом записывался в США на студиях в Оклахоме, Нашвилле и Лос-Анджелесе.
В поддержку альбома музыкант отправился в гастрольный тур «Palladium Tour», который начался 7 июля 2022 года в Манчестере, Великобритания. Ченс дал шесть концертов в Европе, два в Канаде и чуть больше 20 в США. Концерты в Европе должны были состояться весной 2020 года, однако переносились несколько раз из-за пандемии COVID-19. Когда стало известно, что перенесённые в четвёртый раз европейские гастроли всё таки состоятся летом 2022 года, Ченс решил включить их в тур в поддержку альбома, который выходит осенью того же года. Кроме того, он рассказал в социальных сетях о том, что впервые представит песни из альбома во время европейских гастролей. Это стало правдой лишь отчасти — 4 июня в рамках прайда в Западном Голливуде Ченс исполнил со сцены три песни из нового альбома — заглавный сингл «Palladium», а также «Black Mascara» и «My Dying Spirit».

### Deluxe-издание
В январе 2023 года Ченс подтвердил, что готовится к выходу deluxe-издание альбома, в который дополнительно войдут две новые оригинальные песни. Альбом выйдет 21 апреля 2023 года.
Первая, «Herringbone», была выпущена в качестве первого сингла (в цифровом формате) 17 марта 2023 года. Журнал «Rolling Stone» включил её в список важнейших музыкальных новинок недели, рекомендованных для прослушивания. На песню был выпущен текстовый видеоклип (реж. Ian Crann). Как и большинство песен из оригинального альбома, соавтором Ченса стал Джейсон Ривз; он же и спродюсировал этот трек.
Второй новой песней в deluxe-издании альбома является «Sex & Other Drugs».

### Reimagined
19 мая 2023 года вышел мини-альбом из трёх песен, озаглавленный «Palladium Reimagined» (с англ. — «переосмысленный, преображённый»).
1. Palladium (Mokita Reimagined) (4:10)
2. My Dying Spirit (slenderbodies Reimagined) (2:30)
3. Down & Out (slowed + reverbed) (Slater Reimagined) (4:20)

Все три песни были записаны Ченсом заново. Музыкальную обработку представили другие исполнители. Так, исполнитель Mokita базируется в городе Нашвилл (Теннесси). Группа Slenderbodies — из Лос-Анджелеса, Калифорния.

## Обложка альбома
Авторами графического оформления альбома стали американские фотохудожники Бродерик Бауманн (англ. Broderick Baumann) и Daniel Kent (студия «ikhoor»).
Ченс неоднократно рассказывал на своих страницах в социальных сетях о своём увлечении фотографией как искусством, в частности творчеством современных фотохудожников США. За неделю до выхода альбома в сети «Instagram» Ченс рассказал, что обложка альбома является оммажем американскому фотохудожнику Роберту Мэпплторпу и в частности его работе «Портрет Ларри Десмедта» (1981) (англ. Larry DeSmedt, также известен как Indian Larry). Для того, чтобы воспроизвести работу Мэпплторпа, Ченсу и его команде пришлось потратить много времени сил и времени, получая разрешение у фонда «Mapplethorpe Foundation», владеющего правами на работы художника.

## Список песен
| №                   | Название                        | Автор(ы)                    | Продюсеры           | Длительность |
| ------------------- | ------------------------------- | --------------------------- | ------------------- | ------------ |
| 1.                  | «Palladium»                     | Грейсон Ченс и Джейсон Ривз |                     | 4:07         |
| 2.                  | «Aloe Vera»                     | Ченс, Ривз                  |                     | 4:13         |
| 3.                  | «Down & Out»                    | Ченс, Ривз                  |                     | 3:50         |
| 4.                  | «Watchtowers»                   | Ченс, Ривз                  |                     | 1:10         |
| 5.                  | «Black Mascara»                 | Ченс, Ривз                  |                     | 4:06         |
| 6.                  | «Mercury Year»                  | Ченс, Ривз                  |                     | 4:07         |
| 7.                  | «Athena»                        | Ченс                        |                     | 3:58         |
| 8.                  | «Pallas»                        | Ченс                        |                     | 0:40         |
| 9.                  | «Homerun Hitter»                | Ченс, Ривз                  | Ривз                | 4:32         |
| 10.                 | «Panthers»                      | Ченс, Ривз                  |                     | 1:37         |
| 11.                 | «My Dying Spirit»               | Ченс, Ривз                  | Мартин Уэйв         | 4:01         |
| 12.                 | «Hemingway, 74 rue de Cardinal» | Ченс, Ривз                  |                     | 4:47         |
| 13.                 | «The Balcony Song»              | Ченс, Ривз                  |                     | 2:37         |
| Общая длительность: | Общая длительность:             | Общая длительность:         | Общая длительность: | 44:00        |

| №   | Название            | Автор(ы)   | Длительность |
| --- | ------------------- | ---------- | ------------ |
| 14. | «Herringbone»       | Ченс, Ривз | 3:36         |
| 15. | «Sex & Other Drugs» | Ченс, Ривз |              |

### Обзор песен
Первый сингл из альбома, песня «Palladium» вышла до старта гастрольного тура «Palladium Tour». Её, а также «Aloe Vera», «Black Mascara», «Athena» и «My Dying Spirit» Ченс исполнял на европейских концертах в рамках тура до официального выхода альбома.
- Palladium: Первый сингл из альбома.
- Black Mascara: Была написана Ченсом совместно с Джейсоном Ривзом во Франклине, Теннесси, 16 октября 2021 года[k 1].
- Athena: второй сингл из альбома, вышедший 28 июля 2022 года. Песня была представлена публике до официального выхода сингла — Ченс исполнял её на европейских концертах во рамках Palladium Tour. «Athena» является одним из немногих синглов музыканта, вышедших до сих пор с би-сайдом: им стал первый сингл из альбома, песня «Palladium». Песня была написана 16 февраля 2022 года в городе Франклин, Теннесси. По словам самого Ченса это песня «о том, как убить собственную гордость и принять собственную хрупкость, а также пустить свет и цвет в свою жизнь». Соавтором песни вместе с Ченсом стал исполнительный продюсер всего альбома Джейсон Ривз. Сведение: Грег Коллер (англ. Greg Koller); мастеринг: Стивен Маркуссен (англ. Stephen Marcussen). Калифорнийский художник Йэн Кранн (англ. Ian Crann) и Дэниель Кент (англ. Daniel Kent) из студии «ikhoor» создали обложку сингла.
- Homerun Hitter: стала третьим синглом из альбома, несмотря на то, что информацию о съёмках оригинального видеоклипа на композицию «My Dying Spirit» Ченс уже публиковал в социальных сетях. Кроме того, «Homerun Hitter» в отличие от «My Dying Spirit» не исполнялась во время европейского лега гастрольного тура.
- My Dying Spirit: Песня была написана в Лос-Анджелесе, Калифорния, в 2022 году совместно с Martin Wave. 1 августа 2022 года на песню был снят видеоклип, премьера которого состоится на портале «YouTube» в день выхода альбома. Съёмки прошли в Лос-Анджелесе, Калифорния. Реж. Дэмиен Блю (англ. Damien Blue). Оператором является фотограф Линус Джонсон (англ. Linus Johnson), более известный как «Linus and his Camera» (с англ. — «Линус-и-его-камера»)[15][16] — в частности он сотрудничал с Миколасом Йозефом, представителем Чехии на Евровидении 2018 года. «My Dying Spirit» стал четвёртым синглом из альбома и только на него был снят видеоклип.
Когда Ченс только начал писать песни для альбома «Palladium», у его родной сестры Алексы (англ. Alexa) родилась дочь Слоун (англ. Sloane). Сестре и племяннице музыкант посвятил эту песню, сочинив такой бридж: «I’m so sorry Alexa, I won’t make her graduation, but tell Sloaney girl she’s the apple of my eye, tell her take your time…»[17].
- Hemingway, 74 rue de Cardinal [sic!] (правильное написание по-французски: rue du Cardinal): Отсылает к адресу ул. Кардинала Лемуана[фр.] д. 74, Париж, по которому с августа 1922 по февраль 1923 в небольшой квартире на третьем этаже проживал американский писатель Эрнест Хемингуэй со своей первой женой Хэдли Ричардсон. На доме есть мемориальная доска, на которой выгравирована цитата писателя из его книги воспоминаний «Праздник, который всегда с тобой». По словам Ченса это песня о «самоуважении и самопознании. Это письмо с извинениями перед людьми, которых я подвел в своей жизни и карьере.»[18].
- Herringbone: песня была выпущена 17 марта 2023 года в качестве первого сингла с deluxe-издания альбома. Она не была записана на оригинальном альбоме. На замечание поклонника в социальной сети Twitter о том, что эта песня очень сильно напоминает ему «Shut Up» (первый сингл из альбома «Portraits» (2019)), Ченс ответил, что «бридж в песне „Herringbone“ это трибьют песне „Shut Up“»[19].

## Синглы
- Palladium (23 июня 2022 года)
  1. Palladium (4:07)
- Athena (28 июля 2022 года)
  1. Athena (3:58)
  2. Palladium (4:07)
- Homerun Hitter (25 августа 2022 года)
  1. Homerun Hitter (4:32)
- My Dying Spirit (22 сентября 2022 года)
  1. My Dyring Spirit (4:02)
- Herringbone (17 марта 2023 года) — из deluxe-издания альбома
  1. Herringbone (3:36)

## Форматы записи
Альбом вышел в формате цифровой дистрибуции и потокового вещания, а также ограниченным тиражом на 12" виниловой пластинке (LP) белого цвета. Первый тираж был раскуплен полностью в первые часы после поступления в продажу (онлайн). Всего несколько десятков копий было добавлено в качестве второго тиража, но и они оказались раскупленными полностью.
В начале ноября 2022 года Ченс запустил кампанию предпродажи пластинки (pre-sale) — в её ходе вначале собирались средства, а производство и рассылка (в том числе за пределы США) происходили в феврале 2023 года. Этот тираж пластинки выпускается на чёрном виниле.

## Отзывы критиков
- Бразильский музыкальный портал «Omelete» характеризует третий сингл из альбома, песню «Homerun Hitter» как «заезженную балладу, в припеве которой звучит удивительно динамичный ритм»[21].
- Сэм Томас (Sam Thomas), автор бостонской газеты «The Daily Free Press» оценивает альбом положительно. Он отмечает, что заглавный трек идеально подходит для открытия альбома. Кроме того, отмечается, что и в этом альбоме большинство текстов автобиографичны и описывают жизнь автора. Томас пишет, что невозможно слушать альбом и не чувствовать боль и стойкость Ченса. Тем не менее, несмотря на то, что альбом «полон прекрасных и грандиозных моментов, демонстрирующих артистизм и талант Ченса как поэта», он всё таки «страдает от повторения… а песни к концу альбома сливаются [в одинаковое по звучанию]»[22].
- Лиза Хафей (Lisa Hafey), музыкальный критик портала «EssentiallyPop» пишет рецензию на сингл «My Dying Spirit». Она отмечает, что песня легко могла стать ещё одной поп-песней, выпущенной и забытой также быстро, но «в руках Ченса она стала рок-гимном», который позволит её автору остаться в культурном пространстве надолго. В песне Ченс говорит о своём разочаровании погоней за славой — вместо этого он ищет простых человеческих отношений. Он извиняется теми, кем пренебрег и сравнивает себя с захудалой гостиницей, в которой никто не хочет останавливаться[23].
- Майкл Стовер (Michael Stover) критик «Music Existence» обозревает сингл «My Dying Spirit» и отмечает «инструментальное мастерство» при продюсировании песни. Он также отмечает «безупречный поток текста (стихов)» и, несмотря на неоднократное изменение скорости и стиля [по ходу песни], поток текста остаётся постоянным. Стовер также отмечает, что «Ченс уважает старую школу и не отказывается от классических поп-концепций»[24].
- Минди МакКолл (Mindy McCall), обозреватель портала о независимой музыке «IndiePulse Music», в рецензии на сингл «My Dying Spirit» обнаружила «сильное влияние камерной поп-музыки в припеве» песни. Она считает, что «этот трек намного острее, чем что-либо, появившееся на современной андеграундной сцене для этого жанра на данный момент». Кроме того, отмечается, что Ченс «поступил мудро, отказавшись от сверхэкспериментального в этом новом релизе». Поэтому, считает МакКолл, Ченс — один из немногих инди-музыкантов, о котором, ожидается, публика услышит больше в скором времени[25].